# Caladenia longiclavata
Caladenia longiclavata är en orkidéart som beskrevs av E.Coleman. Caladenia longiclavata ingår i släktet Caladenia och familjen orkidéer. Inga underarter finns listade i Catalogue of Life.